# ABC News
ABC News es una división de la red de televisión y radio estadounidense, ABC, que es propiedad de The Walt Disney Company desde 1996. Su presidenta es Kimberly Godwin, quien sucedió a James Goldston en abril de 2021.
ABC News es la división de noticias de American Broadcasting Company. Su lema a fue: «More Americans get their news from ABC News than from any other source» (Más americanos consiguen sus noticias a través de ABC News que de cualquier otra fuente de noticias).

## Historia

### Primeros años
ABC comenzó en 1943 como NBC Blue Network, una red de radio que se escindió de la NBC, según lo ordenó la Comisión Federal de Comunicaciones (FCC) en 1942. El motivo del pedido fue ampliar la competencia en la radiodifusión en Estados Unidos, específicamente la radiodifusión de noticias y política, y ampliar los puntos de vista proyectados. Sólo unas pocas empresas, como NBC y CBS, dominaban el mercado de la radio. NBC llevó a cabo la división voluntariamente en caso de que se denegara su apelación del fallo, y se vio obligada a dividir sus dos cadenas en empresas separadas.
Las transmisiones regulares de noticias por televisión en ABC comenzaron poco después de que la cadena firmara con su estación de televisión inicial de propiedad y operación (WJZ-TV, ahora WABC-TV) y centro de producción en la ciudad de Nueva York en agosto de 1948. Las transmisiones continuaron a medida que la cadena ABC se expandía a escala nacional. Hasta principios de la década de 1970, los programas de ABC News y ABC en general ocupaban constantemente el tercer lugar en audiencia detrás de los programas de noticias de CBS y NBC. ABC tenía menos estaciones afiliadas y una programación más débil en horario de máxima audiencia para respaldar las operaciones de noticias de la cadena en comparación con las dos cadenas más grandes, cada una de las cuales había establecido sus operaciones de noticias por radio durante la década de 1930.

### Roone Arledge
En la década de 1970, la cadena había dado un giro efectivo: sus programas de entretenimiento en horario de máxima audiencia lograron índices de audiencia más sustanciales y generaron mayores ingresos por publicidad y ganancias para ABC en general. Con el nombramiento del presidente de ABC Sports, Roone Arledge, como presidente de ABC News en 1977, ABC invirtió los recursos para convertirla en una fuente importante de contenido informativo. Arledge, conocido por experimentar con el "modelo" de transmisión, creó muchos de los programas más populares y duraderos de ABC News, incluidos 20/20, World News Tonight, This Week, Nightline y Primetime Live. El lema de ABC News desde hace mucho tiempo: "Más estadounidenses obtienen sus noticias de ABC News que de cualquier otra fuente". (introducido a finales de la década de 1980), era una afirmación que se refería al número de personas que miran, escuchan y leen el contenido de ABC News en la televisión, la radio y (eventualmente) Internet, y no necesariamente solo a las transmisiones por televisión.
En junio de 1998, ABC News (que poseía una participación del 80% en el servicio), Nine Network e ITN vendieron sus respectivas participaciones en Worldwide Television News a Associated Press. Además, ABC News firmó un acuerdo de contenido de varios años con AP para su servicio de video afiliado, Associated Press Television News (APTV), mientras proporciona material del servicio de video de noticias de ABC, ABC News One, a APTV.

### Escándalo de Marilyn Monroe de 1985
El escándalo estalló en 1985 por la decisión de Arledge, presidente de ABC News and Sports, de cancelar un informe de 13 minutos sobre Marilyn Monroe, posiblemente debido a sus estrechos vínculos con Ethel Kennedy. 20/20 generó críticas de los copresentadores del programa, Hugh Downs y Barbara Walters, y del productor ejecutivo, Av Westin. Arledge dijo que había eliminado el artículo porque era "cosa de una columna de chismes" y "no está a la altura de su facturación". Downs, sin embargo, discrepó del juicio de Arledge. "Estoy molesto por la forma en que se manejó", dijo en una entrevista. "Honestamente, creo que esto está más cuidadosamente documentado que cualquier cosa que cualquier cadena haya hecho durante Watergate. Lamento el hecho de que la decisión refleje mal a las personas que respeto, a mí y a la transmisión".  Además, Westin dijo: "No anticipo no ponerlo al aire. El periodismo es sólido. Todo lo que hay allí tiene dos fuentes. Estamos documentando que hubo una relación entre Bobby y Marilyn y Jack y Marilyn. Una variedad de los testigos presenciales lo atestiguan ante la cámara". Otros dos aspectos del informe no emitido, según un miembro del personal de ABC que lo vio, son relatos de testigos presenciales de escuchas telefónicas en la casa de Monroe por parte de Jimmy Hoffa, el líder camionero, que revelan reuniones entre ella y los hermanos Kennedy, y relatos de una visita. a Monroe por Robert F. Kennedy el día de su muerte. Fred Otash, un detective que dijo ser el principal interventor telefónico, es entrevistado ante la cámara, y miembros del personal de ABC dijeron que otros tres interventores telefónicos corroboraron su relato. Además, varias personas que no aparecen en el libro dicen ante la cámara que Monroe llevaba diarios con referencias a reuniones con los hermanos Kennedy, según un miembro del personal que vio el informe. "Pretendía ser una pieza que demostraría que debido a supuestas relaciones entre Robert Kennedy y John F. Kennedy y Monroe, la presidencia estaba comprometida porque el crimen organizado estaba involucrado", dijo. "Según lo que se ha descubierto hasta ahora, no hay pruebas". La decisión de Arledge de cancelar la transmisión resultó en la posterior decisión de Geraldo Rivera de abandonar ABC por completo. Rivera era corresponsal de 20/20 pero no trabajó en esa historia. Había criticado públicamente la decisión de Arledge. Arledge, defensor y defensor de Rivera, dijo que pensaba que la historia necesitaba más trabajo. La historia investigó supuestos asuntos entre la actriz Marilyn Monroe, el presidente John F. Kennedy y su hermano Robert F. Kennedy.

### Era moderna
El 7 de agosto de 2014, ABC anunció que relanzaría su división de redes de radio, ABC Radio, el 1 de enero de 2015. El cambio se produjo tras el anuncio de que Cumulus reemplazaría su servicio de radio ABC News con Westwood One News (vía CNN). El 20 de septiembre de 2019, ABC Radio pasó a llamarse ABC Audio a medida que la cadena evolucionó para ofrecer un portafolio de podcasts y otras formas de contenido lineal y bajo demanda.
En abril de 2018, se anunció que FiveThirtyEight sería transferido a ABC News desde ESPN, Inc., propiedad mayoritaria de The Walt Disney Company. El 10 de septiembre de 2018, ABC News lanzó un segundo intento de extender su marca Good Morning America hasta la tarde con GMA3: What You Need To Know. En mayo de 2019, se lanzó en Roku ABC News Live, un canal de transmisión de noticias centrado en noticias. Tras una reorganización de la empresa matriz de ABC, The Walt Disney Company, la cual creó el segmento Walt Disney Direct-to-Consumer and International  en marzo de 2018, ABC News Digital y Live Streaming, incluidos ABC News Live y FiveThirtyEight, se transfirieron al nuevo segmento.
En una encuesta de Simmons Research realizada en octubre de 2018 entre 38 organizaciones de noticias, ABC News fue clasificada como la segunda organización de noticias más confiable para los estadounidenses, detrás de The Wall Street Journal.

## Programas actuales
- America This Morning
- Good Morning America
- GM3:Strahan, Sara, KeKe
- Good Morning America Weekend Edition
- This Week with George Stephanopoulos
- ABC World News with Charles Gibson
- ABC World News Saturday & Sunday
- 20/20
- Nightline
- ABC World News Now
- ABC News Brief
- Primetime

### Especiales
- ABC 2000 Today
- Peter Jennings Reporting
- The Century
- Give Me a Break (derivaje de 20/20)

### ABCNews.com
- The Note

## Emisiones internacionales
La programación de ABC News se muestra a diario en la red de noticias las 24 horas, Orbit News en Europa y el Oriente Medio. Esto incluye varios shows de ABC News. También está disponible en línea en ABC News Now.
ABC World News aparece regularmente a la 1:30 a. m. hora local en BBC News en el Reino Unido, que a su vez puede ser de emisión simultánea en la BBC One o Two durante el período de noche a la mañana. Los anuncios publicitarios se eliminan de los servicios de la BBC en el Reino Unido ya que son financiados por una cuota de licencia. ABC y BBC también comparten vídeos y periodistas, según sea necesario en la producción de sus noticieros.
En Australia, ABC World News se transmite a las 10:30 a. m. todos los días y Nightline se transmite a la 1:30 a. m. todos los días en Sky News Australia. Primetime se transmite a las 2:00 p. m. los sábados (edición extendida) y 1:30 p. m. los jueves. El programa 20/20 se transmite los domingos a las 2:00 p. m. (edición extendida) y los miércoles a las 1:30 p. m. En Nueva Zelanda ABC World News transmite diariamente a las 11:35 p. m. y 5:10 p. m. como con la BBC en el Reino Unido este se muestra sin anuncios (comerciales) en TVNZ 7.